# Micrelaps
Micrelaps är ett giftigt ormsläkte inom familjen stilettormar med 5 arter. 

## Kännetecken
Dessa ormar har små huvuden, och det kan vara lätt att förväxla svans med huvud. De har små svarta ögon med runda pupiller eller en aning vertikalt elliptiska pupiller. Alla arter är väldigt slanka ormar med en väldigt kort svans som slutar tvärt i en avtrubbad topp. De har släta fjäll och runda magplåtar, gjorda för att gräva och kroppen är cylindriskt formad.

## Utbredning
Afrika och Mellanöstern. Detta är det enda släktet från familjen stilettormar som finns i Mellanöstern.

## Levnadssätt
Nattaktiva, grävande ormar, väldigt slöa och sega.

## Arter
- Micrelaps bicoloratus (engelska: Kenya Two-headed Snake)
- Micrelaps boettgeri (engelska: Boettger's Two-headed Snake)
- Micrelaps muelleri (engelska: Mueller's Two-headed Snake)
- Micrelaps tchernovi
- Micrelaps vaillanti (engelska: Somali Two-headed Snake)